# Castelletto Monferrato
Castelletto Monferrato (auch Castelletto Scazzoso von piemontesisch Castrum Scatiosorum oder Castlèt Monfrà) ist eine italienische Gemeinde in der Provinz Alessandria (AL), Region Piemont.

## Lage und Einwohner
Castelletto Monferrato liegt knapp 10 km nördlich von der Provinzhauptstadt Alessandria auf einer Höhe von 197 m über dem Meeresspiegel. Das Gemeindegebiet umfasst eine Fläche von 9,43 km² und hat 1423 (Stand 31. Dezember 2023) Einwohner. Die Gemeinde besteht aus den Ortsteilen (Fraktionen) Giardinetto und Gerlotti. Die Autostrada A26 verläuft in nord-südlicher Richtung durch das Gemeindegebiet.
Die Nachbargemeinden sind Alessandria, Quargnento und San Salvatore Monferrato.

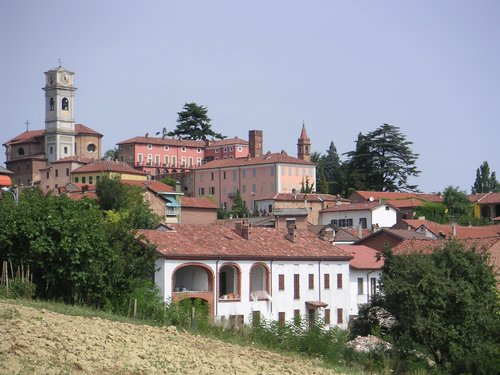
Panorama

## Geschichte

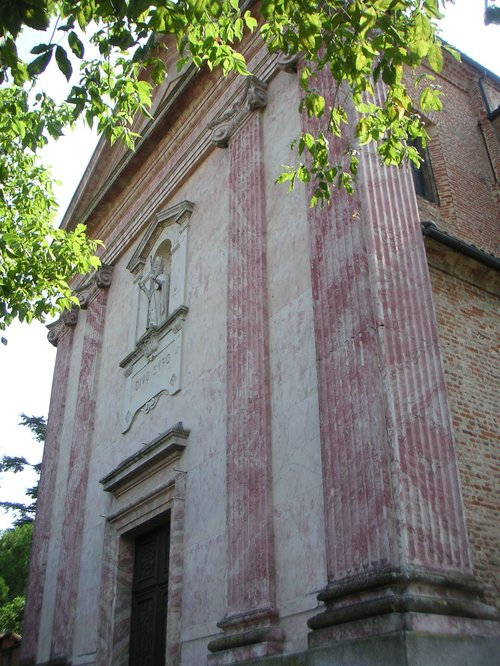
Kirche San Siro

Der Ortsname hat eindeutig mittelalterlichen Ursprung und ist eine Verkleinerungsform, die durch das Suffix von -etto, von Castellum, erhalten wird, das wiederum eine Verkleinerungsform von Castrum, „befestigter Ort“, ist. Eine der ältesten Erwähnungen stammt aus dem Jahr 1119 und ist die von Castrum Castelleti. Der heutige Name der Stadt wurde 1937 festgelegt.
Ursprünglich war es im Besitz der Markgrafen von Monferrato, doch im 13. Jahrhundert wurde es von Alessandria streitig gemacht. Die Folgen des Interesses der neuen freien Gemeinde waren eine Reihe von Auseinandersetzungen zwischen dem Marquis und den alexandrinischen Milizen. 
Das 16. Jahrhundert war Zeuge der Verwüstungen der spanischen Armee und im 17. Jahrhundert die der Schweizer. In den folgenden Jahren war es zunächst Lehen mit Grafentitel der Familie Merli Miglietti aus der nahegelegenen Gemeinde San Salvatore Monferrato, dann Eigentum des Hauses Savoyen.

## Sehenswürdigkeiten
- Die Pfarrkirche San Siro, die im 18. Jahrhundert erbaut wurde und sich durch eine Fassade mit einem großen Tympanon und einem Glockenturm aus dem 18. Jahrhundert auszeichnet.
- Das alte Schloss, das zusammen mit der Pfarrkirche das Dorf überragt.
- Die Kirche San Silvestro, von der heute nur noch die achteckige Kuppel und ein kleiner Glockenturm übrig sind.
- Die Überreste der Villa, in der Vittorio Emanuele II. 1859 das Hauptquartier der sardischen Armee errichtete.